# 7. konjeniški polk (Italija)
7. konjeniški polk Lancieri di Milano (izvirno italijansko 7º Reggimento di Cavalleria di linea) je bil konjeniški polk (Kraljeve sardinske in Kraljeve) Italijanske kopenske vojske.